# حماد بن عیسی
حماد بن عیسی (وفات ۲۰۹ هجری قمری) از اصحاب جعفر صادق، موسی کاظم و علی بن موسی الرضا و از راویان حدیث شیعه بود که به جهت وثاقت جزو اصحاب اجماع محسوب می‌شود. وی متولد کوفه و از اهالی بصره بود. در سده دوم هجری می‌زیست.